# セントラルフォールズ (ロードアイランド州)
セントラルフォールズ（英: Central Falls）は、アメリカ合衆国ロードアイランド州のプロビデンス郡にある都市。人口は2万2583人（2020年）。市域面積は3.3 km2 しかなく、ロードアイランドというアメリカ合衆国で最も小さい州の最も小さく最も人口密度の高い都市である。ニューイングランドでは、ボストンの人口密度より高い。セントラルフォールズの名前はブラックストーン川にある滝から採られた。
2010年5月、セントラルフォールズ市は破産管財人の管理下に置かれた。2011年8月1日には破産宣告された。ポータケット市のすぐ北にあるので、検討されている選択肢の1つが同市との合併である。

## 歴史
セントラルフォールズとなった地域にヨーロッパ人が入る以前、ニプマク族、ワンパノアグ族、ナラガンセット族インディアンが領地にしていた。

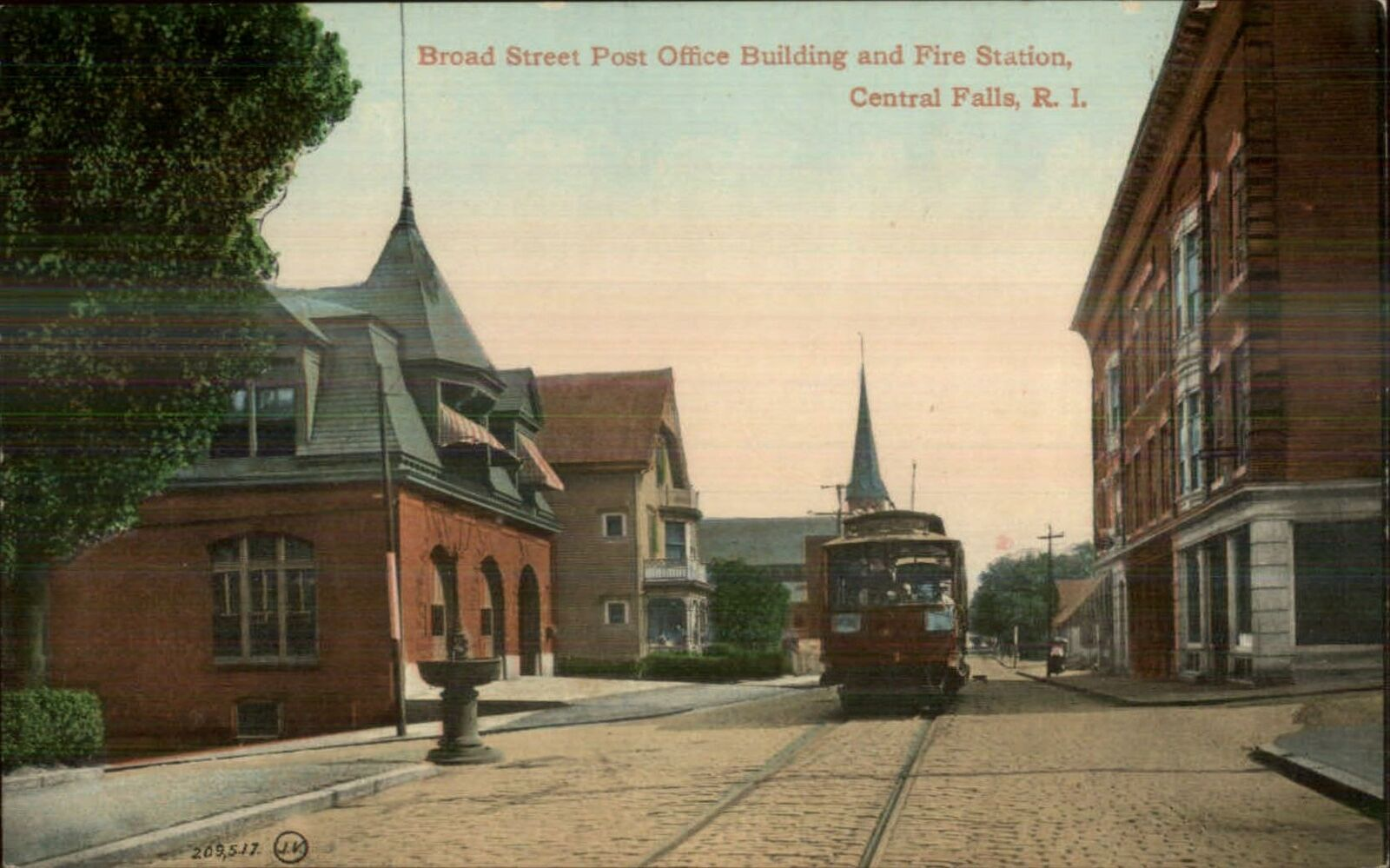
ブロード通り、1908年頃

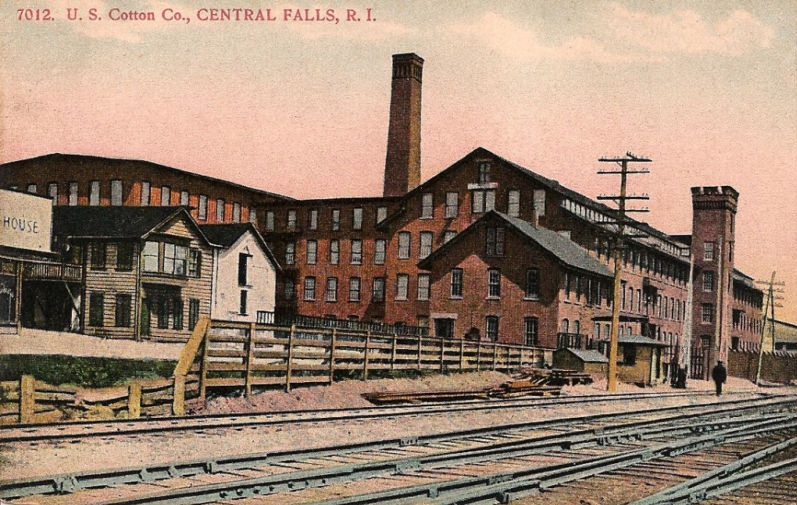
U.S.コットン会社、1910年頃

セントラルフォールズは、フィリップ王戦争の時に大きな戦場となった場所として歴史的な重要性がある。1676年3月26日、ナラガンセット族インディアンが、彼等を追っていたマイケル・ピアース大尉とそのプリマス植民地部隊（キリスト教徒に改修したワンパノアグ族インディアン20人を含む）を待ち伏せした。植民地部隊のほぼ全員が殺され、9人は捕虜になって後に近くのカンバーランドで拷問の末に殺された。「9人の悲劇」と呼ばれる場所に立つ石碑が彼等の墓所を示している。
18世紀、スティーブン・ジェンクス大尉がブラックストーン川沿いにトリップハンマーと鍛冶屋を建設し、後にセントラルフォールズの町となる場所の核を作った。他にもチョコレート屋など製造者が建物の中に店舗を築き、この新しい村はチョコレートビルと呼ばれるようになった。
1824年、スティーブン・ジェンクスが町名にセントラルフォールズを提案し、その後はこの名前が使われることになった。
当初、セントラルフォールズはスミスフィールドの町中にある多くの村の1つだったが、1871年に急成長が始まり、町はスミスフィールド、ノーススミスフィールド、リンカーンという3つの小さな町に分かれた。当時のセントラルフォールズはリンカーンの町に属していた。リンカーンの町自体が急成長を始めたので、1895年に2つの町に分かれ、セントラルフォールズ市が誕生することになった。
セントラルフォールズの地域で最初のヨーロッパ人開拓者は、クエーカー教徒が多数を占めていたが、後にはアイルランド、スコットランドおよびフランス領カナダから多様な移民が入ってくるようになった。20世紀になるまでに市内に人口爆発が起こり、暫くの間は国内で最も人口密度の高い町になっていた。近年は多くのヒスパニック系移民が市内に居を構えるようになった。セントラルフォールズは常に非常に多様な都市であり、1995年に市創設100周年をパレードで祝った時には、100以上の国が関わることになった。

## 地理
セントラルフォールズは北緯41度53分24秒 西経71度23分33秒 / 北緯41.89000度 西経71.39250度 (41.889863, -71.392606)に位置している。
アメリカ合衆国国勢調査局に拠れば、市域全面積は1.3平方マイル (3.4 km2)であり、このうち陸地1.2平方マイル (3.1 km2)、水域は0.1平方マイル (0.26 km2)で水域率は6.20%である。市内をブラックストーン川が流れている。

## 人口動態
以下は2000年国勢調査による人口統計データである。
| 基礎データ - 人口: 18,928 人 - 世帯数: 6,696 世帯 - 家族数: 4,359 家族 - 人口密度: 6,039.8人/km2（15,652.0人/mi2） - 住居数: 7,270 軒 - 住居密度: 2,319.8軒/km2（6,011.7 軒/mi2） 人種別人口構成 - 白人: 57.16% - アフリカン・アメリカン: 5.82% - ネイティブ・アメリカン: 0.57% - アジア人: 0.68% - 太平洋諸島系: 0.04% - その他の人種: 28.35% - 混血: 7.38% - ヒスパニック・ラテン系: 47.77% 年齢別人口構成 - 18歳未満: 29.2% - 18-24歳: 11.8% - 25-44歳: 31.6% - 45-64歳: 15.8% - 65歳以上: 11.5% - 年齢の中央値: 30歳 - 性比（女性100人あたり男性の人口） - 総人口: 98.7 - 18歳以上: 93.7 | 世帯と家族（対世帯数） - 18歳未満の子供がいる: 38.9% - 結婚・同居している夫婦: 36.4% - 未婚・離婚・死別女性が世帯主: 21.6% - 非家族世帯: 34.9% - 単身世帯: 29.3% - 65歳以上の老人1人暮らし: 12.7% - 平均構成人数 - 世帯: 2.74人 - 家族: 3.38人 収入と家計 - 収入の中央値 - 世帯: 22,628米ドル - 家族: 26,844米ドル - 性別 - 男性: 23,854米ドル - 女性: 18,544米ドル - 人口1人あたり収入: 10,825米ドル - 貧困線以下 - 対人口: 29.0% - 対家族数: 25.9% - 18歳未満: 40.8% - 65歳以上: 29.3% |

## 教育
市内の公共教育はセントラルフォールズ教育学区が管轄している。この学区はロードアイランド州教育省が資金を手当てし、役員を指名している。
2010年2月、再建に失敗した学校について教職員組合が「落ちこぼれ防止」策の1つを受け入れなかった後で、セントラルフォールズ高校の教師と管理スタッフ全員が解雇された。「落ちこぼれ防止」法に従えば、失敗したと見なされた学校は再建のために4つの選択肢がある。教職員組合は「遷移モデル」の下で超勤25分を受け入れなかったので、監督官は「逆転モデル」に進んで、全職員を解雇することになった。次の教育年の始めには、教師の50%までを再雇用することが可能である。学校の卒業率は50%前後であり、11年生の7%は2009年の数学の成績が秀逸だった。この学校は州内で最悪クラスの成績とされてきた。教職員組合は、教師達がその職に再度応募しなければならないという要求事項に異議を申し立てる訴訟を起こした。バラク・オバマ政権は教育委員会の肩を持った。2010年5月、教師達は超勤時間を受け入れて再雇用された。
2000年国勢調査に拠れば、25歳以上のセントラルフォールズ住民の5.9%が学士以上の資格を有している。
1895年から市内にはカトリック系の私立学校が少なくとも1校ある。1908年には3校あった。1995年、3校が合併してセントエリザベス・アン・セトン・アカデミーとなり、元セントマシューズ学校のキャンパスを使っている。現在は市内で唯一の私立学校となっている。

## 政治的問題
2010年4月25日、「プロビデンス・ジャーナル・ブレティン」が、チャールズ・D・モロー市長による詐欺行為と汚職について詳述する記事を掲載した。その中には、入札によらない契約や、高校の友人に対してほぼ200万ドルも高い資産寮費を認めた見返りのリベートについて書かれていた。さらに同じ友人がモローの家に6,875ドルの炉を6,000ドルで収め、モローはそれを現金で払ったと言っていると報じていた。問題の友人マイケル・G・ブーシレットは、モローが何度か再選された選挙での貢献者だった。これらの申し立てについては現在ロードアイランド州警察が捜査している。
セントラルフォールズ市財政の問題は2000年代に悪化した。これは州が市や町の年金や年金受給者の健康保険への資金をカットしたためであり、2010年5月には破産状態宣言、さらに破産管財人の管理下に置かれる宣言を行うまでになった。2011年8月1日、セントラルフォールズ市はアメリカ合衆国法第8条第11項に従って破産を申請した。負債額は手当のない年金と退職者健康保険の8,000万ドルに上り、年間予算1,700万ドルの5倍になるとされている。

## 市内の国定史跡
- セントラルフォールズ会衆派教会
- セントラルフォールズ・ミル歴史地区
- セントラル・ストリート学校
- サミュエル・B・コナント邸
- デイビッド・G・フォールズ邸
- ベンジャミン・F・グリーン邸
- ホリー・トリニティ教会コンプレックス
- ジェンクス公園とコグスウェルタワー
- サウスセントラルフォールズ歴史地区
- セントマシューズ教会
- バレーフォールズ・ミル
- バレーフォールズ・ミル、事務所とバスハウス

## 著名な出身者
- ヴィオラ・デイヴィス、女優（『King Hedley II』、『Intimate Apparel』、『Fences (play)』に出演）、トニー賞を2度受賞、セントラルフォールズで育った。